# Route du poème et de la frontière
La route du poème et de la frontière (finnois : Runon ja Rajan tie) est une route touristique longue de 1 080 km parcourant le long de la frontière orientale de la Finlande,. Elle est une partie de la Via Karelia.

## Présentation

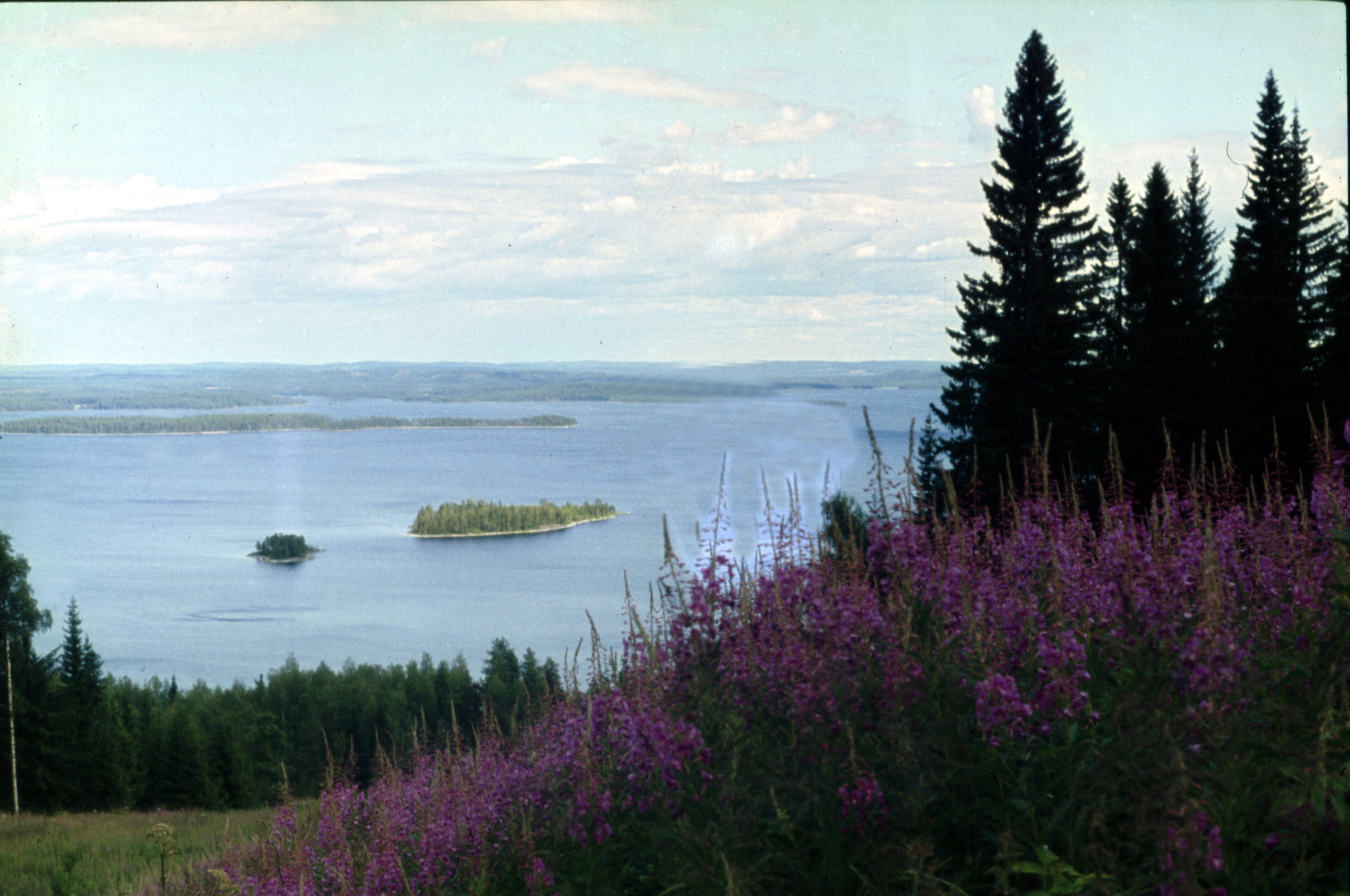
Vue de Koli.

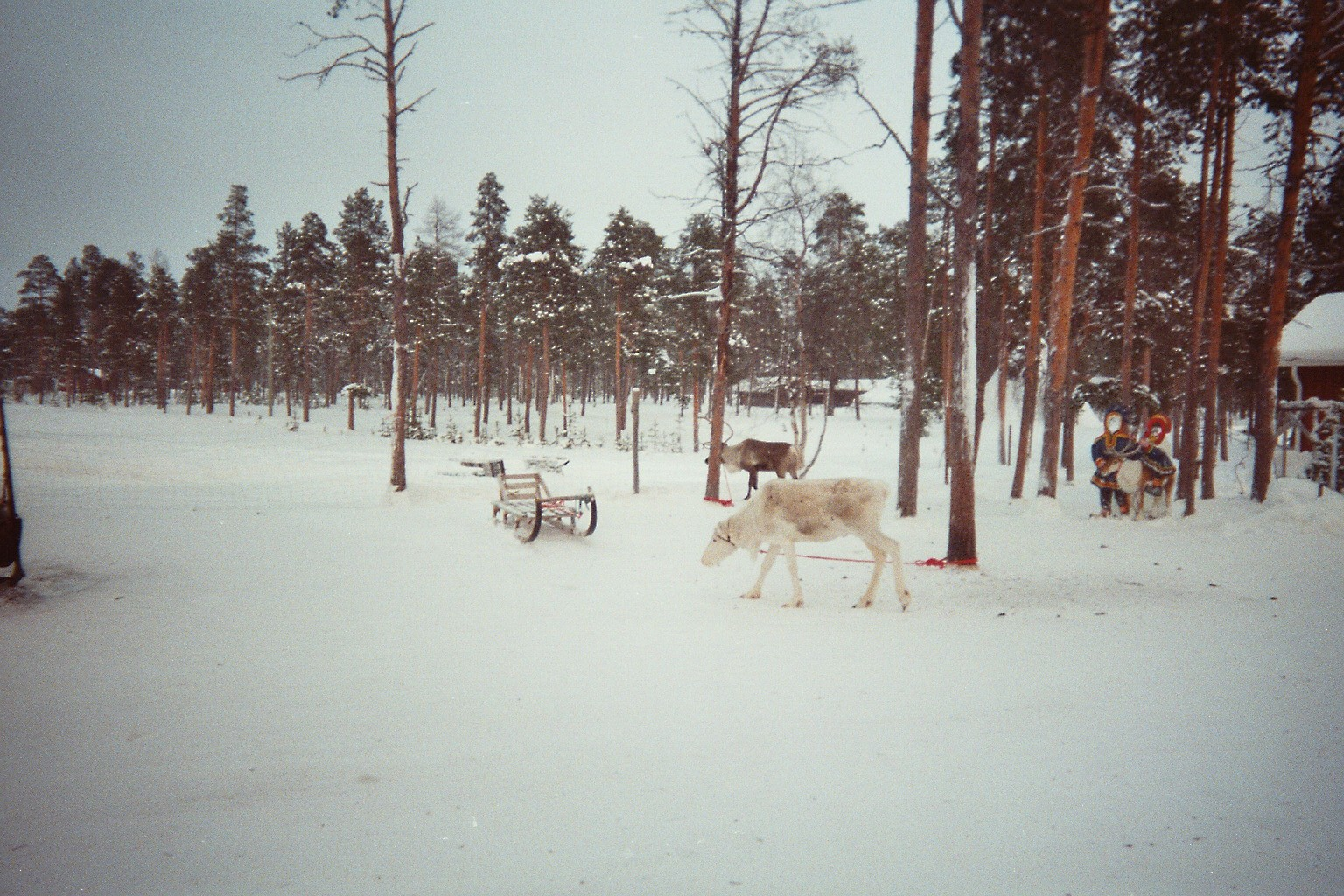
Rennes de Laponie.

Elle a été établie en 1966 et c'est donc la plus ancienne route touristique de Finlande. Elle longe la frontière orientale de la Finlande, du golfe de Finlande à la Laponie.
Géographiquement au sud, la route est caractéristique de la Région des lacs de Finlande, dominée par le Saimaa, le Pihlajavesi et le Puruvesi. L'impact climatique du Ladoga se fait sentir jusqu'à Parikkala.
Dans la région de la Carélie du Nord, le terrain est plus montagneux et forme un paysage carélien accidenté avec des éminences rocheuses typiques nommées « vaara ». Les sites les plus importants sont la montagne de Koli et le grand lac Pielisjärvi.
Le Kainuu se caractérise par de vastes forêts et de vastes zones sauvages.
Puis la Laponie accueille les visiteurs avec ses élevages de rennes, sa nature sauvage et ses montagnes nommées tunturit.

## Parcours

### Territoires
La Route du poème et de la frontière traverse les régions et municipalités suivantes, : 
| Région              | Municipalités |
| ------------------- | ------------- |
| Vallée de la Kymi   | Virolahti     |
| Vallée de la Kymi   | Miehikkälä    |
| Carélie du Sud      | Lappeenranta  |
| Carélie du Sud      | Imatra        |
| Carélie du Sud      | Ruokolahti    |
| Carélie du Sud      | Rautjärvi     |
| Carélie du Sud      | Parikkala     |
| Carélie du Nord     | Kitee         |
| Carélie du Nord     | Tohmajärvi    |
| Carélie du Nord     | Joensuu       |
| Carélie du Nord     | Ilomantsi     |
| Carélie du Nord     | Lieksa        |
| Carélie du Nord     | Nurmes        |
| Kainuu              | Kuhmo         |
| Kainuu              | Suomussalmi   |
| Ostrobotnie du Nord | Kuusamo       |
| Laponie             | Salla         |

### Routes empruntées
| Route        | Tronçon                 |
| ------------ | ----------------------- |
| Seututie 387 | Vaalimaa–Lappeenranta   |
| Valtatie 6   | Lappeenranta–Kitee      |
| Seututie 486 | Kitee–Tohmajärvi        |
| Valtatie 9   | Kemie–Niirala           |
| Seututie 500 | Niirala–Ilomantsi       |
| Seututie 522 | Ilomantsi–Lieksa        |
| Kantatie 73  | Lieksa–Nurmes           |
| Kantatie 75  | Nurmes–Kuhmo            |
| Seututie 912 | Kuhmo–Suomussalmi       |
| Valtatie 5   | Suomussalmi–Kuusamo     |
| Seututie 950 | Kantojoki–Salla         |
| Kantatie 82  | Salla – Poste-frontière |